# Aspidistra
L'aspidistra (Aspidistra) és un gènere de plantes amb flors de la família Asparagaceae, originària de la Xina (A. lurida), la serra de l'Himàlaia i el Japó (A. elatior). Popularment es coneix amb el nom de fulles de portera, fulles de saló o orelles de ruc. Fora de la zona d'origen és una planta ornamental d'ombra, d'interior i exterior, que presenta reproducció vegetativa per rizoma. Resisteix molt bé la sequedat, la foscor d'interiors i l'ombra d'exteriors, on les fulles prenen una brillantor verd oliva molt vistós.
És coneguda per la novel·la satírica Keep the Aspidistra flying de George Orwell, que la veu com un símbol dels despatxos i menjadors petitburgesos dels anys 1930.

## Descripció

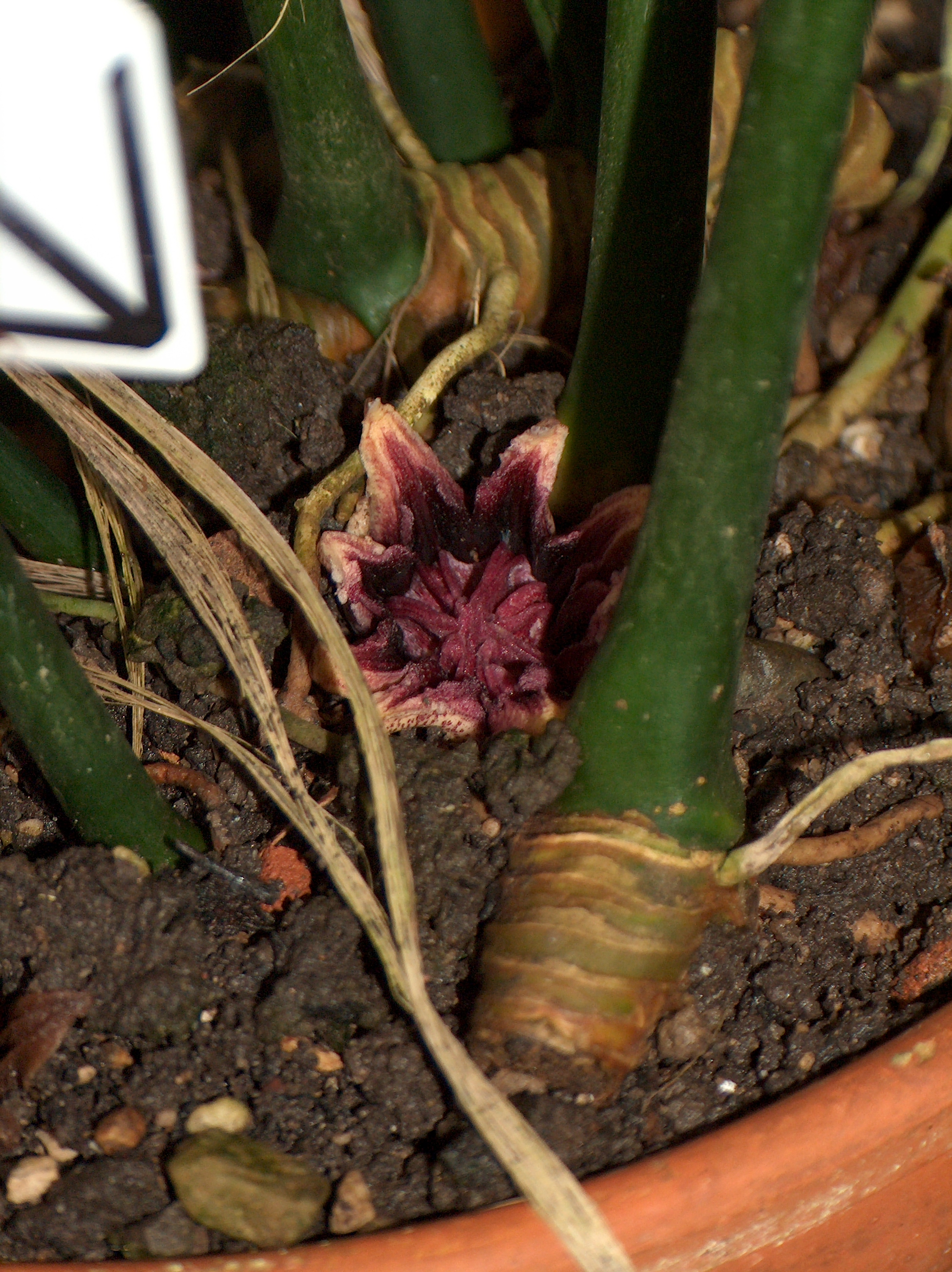
Aspidistra elatior amb flors

És una planta herbàcia, acaule, perenne, d'arrels rizomàtiques. Té flors no gaire visibles, apareixen a tocar de terra directament al rizoma i són de color blavós, violaci o ivori. Al seu hàbitat natural, floreix a la fi de l'estiu, si bé amb les plantes cultivades a testos és molt poc freqüent. L'ús a jardineria se centra més amb la gran resistència davant la falta d'aigua i atencions, precisos amb altres espècies. Creix millor als sòls àcids o neutres i se sol cultivar a testos on arriba a una alçada propera als 80 cm.
Té fulles molt decoratives, amples, coriàcies, de color verd fosc. Brillants a les varietats més comunes: blanc i verd en estries i sanefes molt elegants dins de les varietats més apreciades. Li cal llum, però cap sol directe; a ambients massa foscos foscos el fullam perd brillantor i vitalitat. A l'aire lliure tan sols viu bé amb calor i ombra.

## Cultiu
S'utilitza com a planta d'interior, a les regions de clima suau poden cultivar-se també al mateix terra, als jardins o als patis ombrívols.
Tolera molt bé qualsevol tipus de sòl encara que els prefereix neutres, i es planta sigui a terra durant la primavera, sigui a test, a final de la tardor. Es multiplica de manera vegetavia per divisió de les plantes al final de la tardo. De tant en tant a la tardor se l'ha de trasplantar a un test més gran. S'adoba a la fi l'hivern, amb fertilitzant mineral mineral soluble a l'agua. És important regar cada quinze dies amb agua i estimulant hormonal.
No se li coneixen plagues comunes d'insectes. El seu major mal és degut al Sol directe, perquè en crema les fulles tot prenent un color grogós i s'assequen als pocs dies.

## Taxonomia
- Aspidistra elatior
- Aspidistra caespitosa
- Aspidistra linearifolia
- Aspidistra lurida
- Aspidistra minutiflora
- Aspidistra typica